# Domschatz von St. Stephan

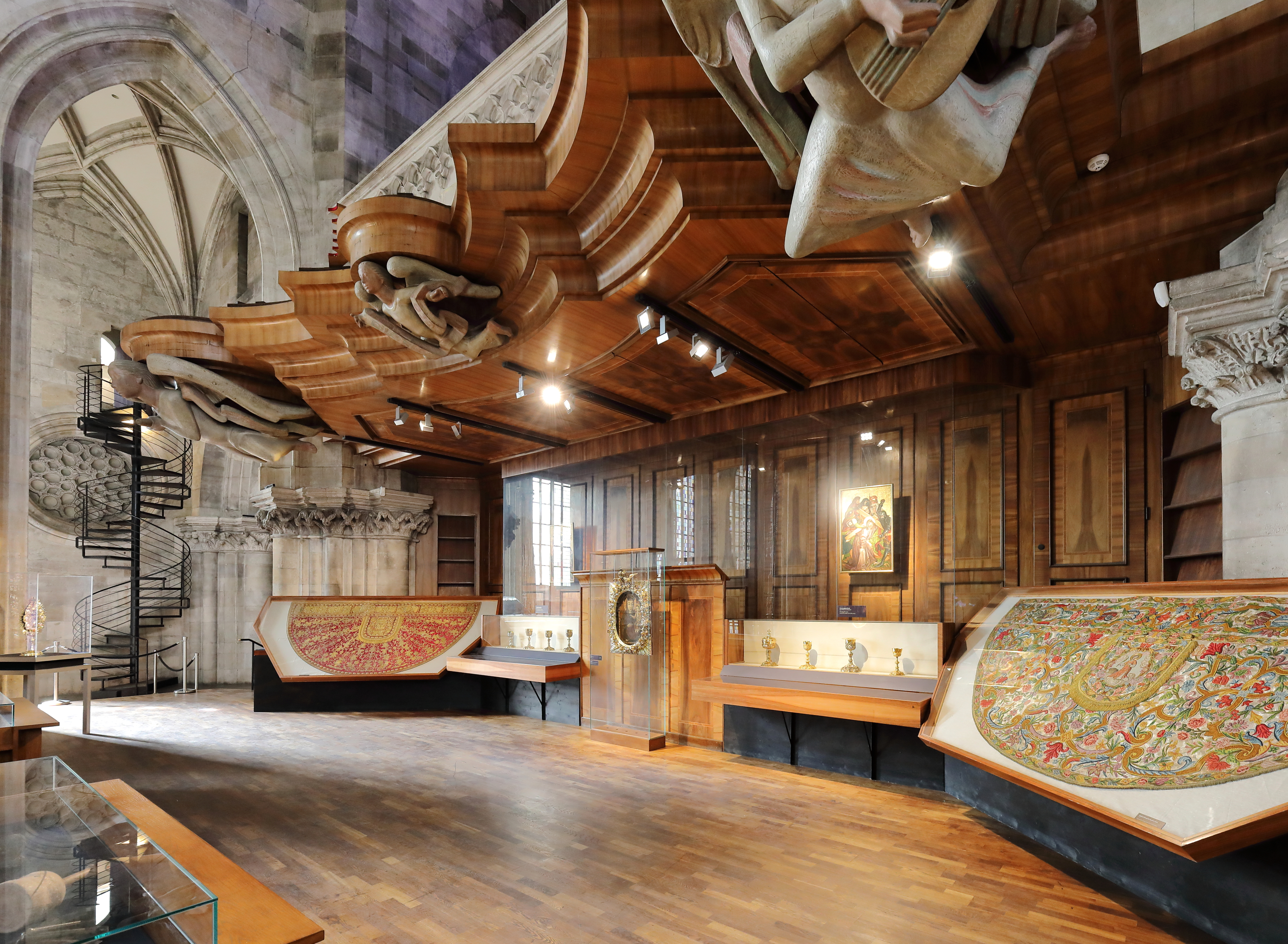
Exponate des Domschatzes auf der Westempore des Domes

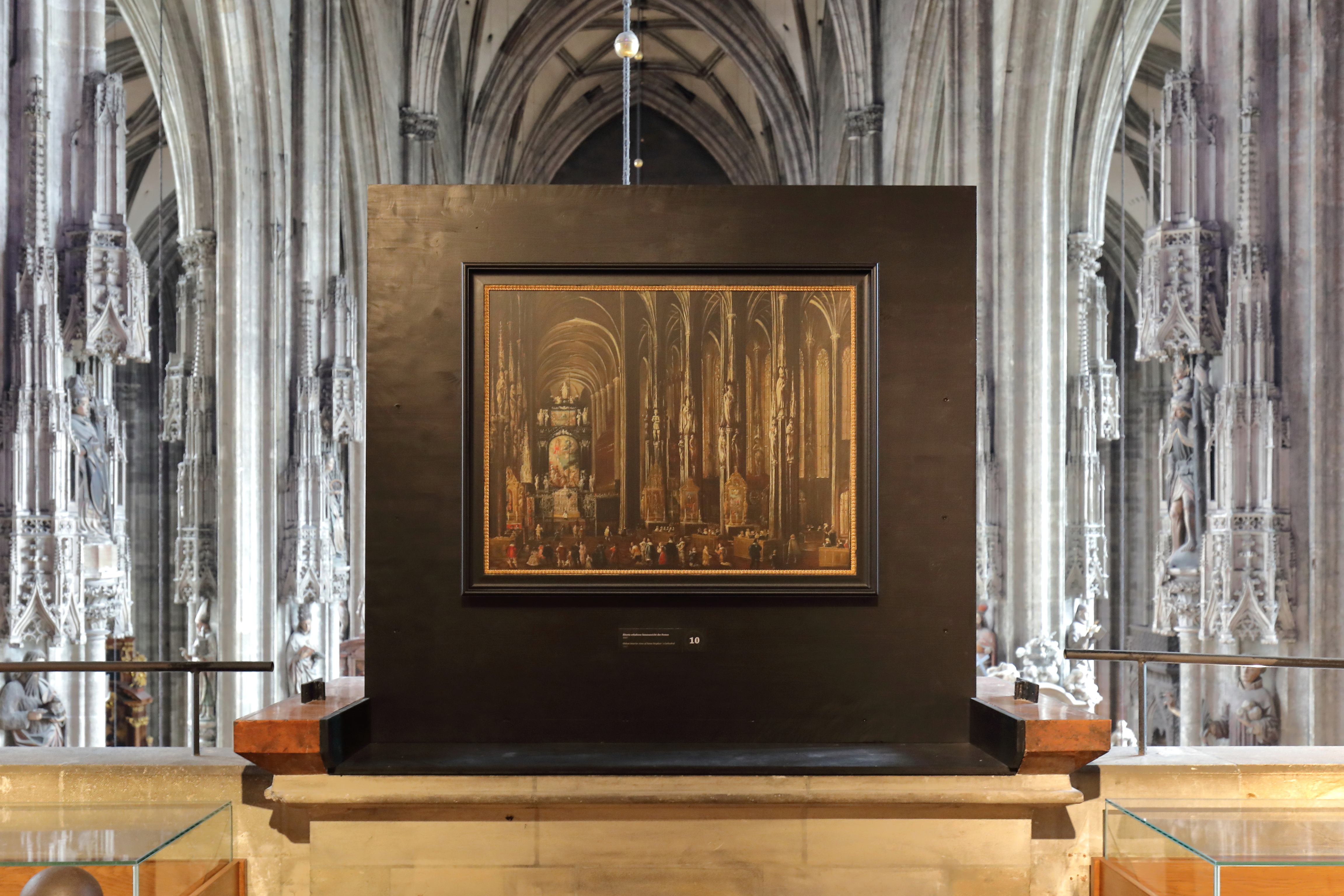
Älteste erhaltene Innenansicht des Domes (1647)

Der Domschatz von St. Stephan umfasst zahlreiche Meisterwerke der sakralen Malerei, Gold- und Silberschmiedekunst sowie hunderte Reliquien und andere historische Konglomerate, die sich im Eigentum des von Rudolf IV. gegründeten Metropolitankapitels St. Stephan bzw. des Kirchenmeisteramtes befinden.
Der Öffentlichkeit werden sie im Dom Museum Wien und in einer musealen Dauerausstellung im oberen Westwerk, dem ältesten Teil der Stephansdom, mit dem Titel Domschatz von St. Stephan präsentiert. Die meisten Objekte werden in der Domkirche ausgestellt, jedoch die mit einem hohen kultur- und kunsthistorischen Wert wie beispielsweise das goldseidene Grabtuch Rudolfs IV. und sein Bildnis, das als ältestes in Schrägansicht gemalte Porträt des Abendlandes gilt, im Dom Museum.

## Jüngere Geschichte des Domschatzes
1933 wurde das Dom- und Diözesanmuseum in Räumen des Erzbischöflichen Palais begründet. Dabei wurden Gegenstände von kultur- und kunsthistorischen Wert vom Dom dorthin übertragen. 1973 erfolgte der Umzug in den Zwettlhof (Stephansplatz 6) und ab der Mitte der 1980er Jahre wurden weitere Räumlichkeiten für den Museumsbetrieb adaptiert. Ab 2012 erfolgte die Schließung des Dom- und Diözesanmuseum zwecks Umbau. Daher wurden bedeutende Kunststücke des Domschatzes zeitlich begrenzt wieder in den Dom transferiert und dort am 3. Juli 2012 die Ausstellung „Der Domschatz kehrt zurück“ eröffnet. Im darauffolgenden Jahr erfolgte dann die Erweiterung, indem am 23. April die Eröffnung der neu renovierten Reliquienschatzkammer, bestehend aus der Valentinskapelle und einer Turmkammer, stattfand. Damit war zum ersten Mal in der Geschichte des Domes das komplette Westwerk für die Öffentlichkeit zugänglich. Eines der Prunkstücke, der Reliquien-Sammlung, im Dom Museum Wien ist der Beckenknochen des im 11. Jahrhundert lebenden Markgrafens, der Marcha orientalis (Ostarrîchi), von Leopold III. (Österreich) genannt der Heilige Leopold. Die Reliquie in einem aus puren Silber vergoldeten Schrein (in Form eines Palmwedels), wurde von der Habsburgerin Erzherzogin Elisabeth von Österreich und spätere Königin von Frankreich, Ende des 16. Jahrhunderts dem Dom gestiftet. Obwohl Leopold III. Von Österreich ein Babenberger war, sahen sich die Habsburger als die legitimen Nachfolger des Familienstammbaumes. Der Knochen befindet sich in dem Schrein hinter Glas und kann wie ein Flügelaltar geöffnet werden.

## Geschichtlicher Hintergrund der Reliquiensammlung
Herzog Rudolf IV. († 1365) stiftete dem von ihm neu errichteten „Domkapitel“ (Kollegiatstift) in der Stephanskirche eine große Anzahl an Reliquien, die in kostbaren metallischen Behältern gefasst wurden. Aufbewahrt wurden sie im Dom, jedoch an bestimmten Festtagen wurden sie im 1483 errichteten „Heiltumstuhl“ (1699/1700 abgetragen) der Öffentlichkeit gezeigt. 1502 erschien das „Wiener Heiligtumbuch“, das 256 Reliquien dokumentierte. Im Zuge des 1. Österreichischen Türkenkrieges wurden 1526 und 1531 die Edelmetallfassungen der Reliquien zwecks Umprägung in Münzen eingeschmolzen und die Edelsteine versteigert und die Erlöse in die Stadtbefestigung investiert. Im 17. und 18. Jahrhundert wurden die Reliquien neu gefasst, jedoch zur Finanzierung der Koalitionskriege (ab 1792) wurden diese wiederum eingeschmolzen. Seit Anfang des 20. Jahrhunderts werden die Reliquien in der eigens dafür adaptierten Valentinskapelle, dem Pendant zur Bartholomäuskapelle, also der oberen nördlichen Westkapelle, aufbewahrt.

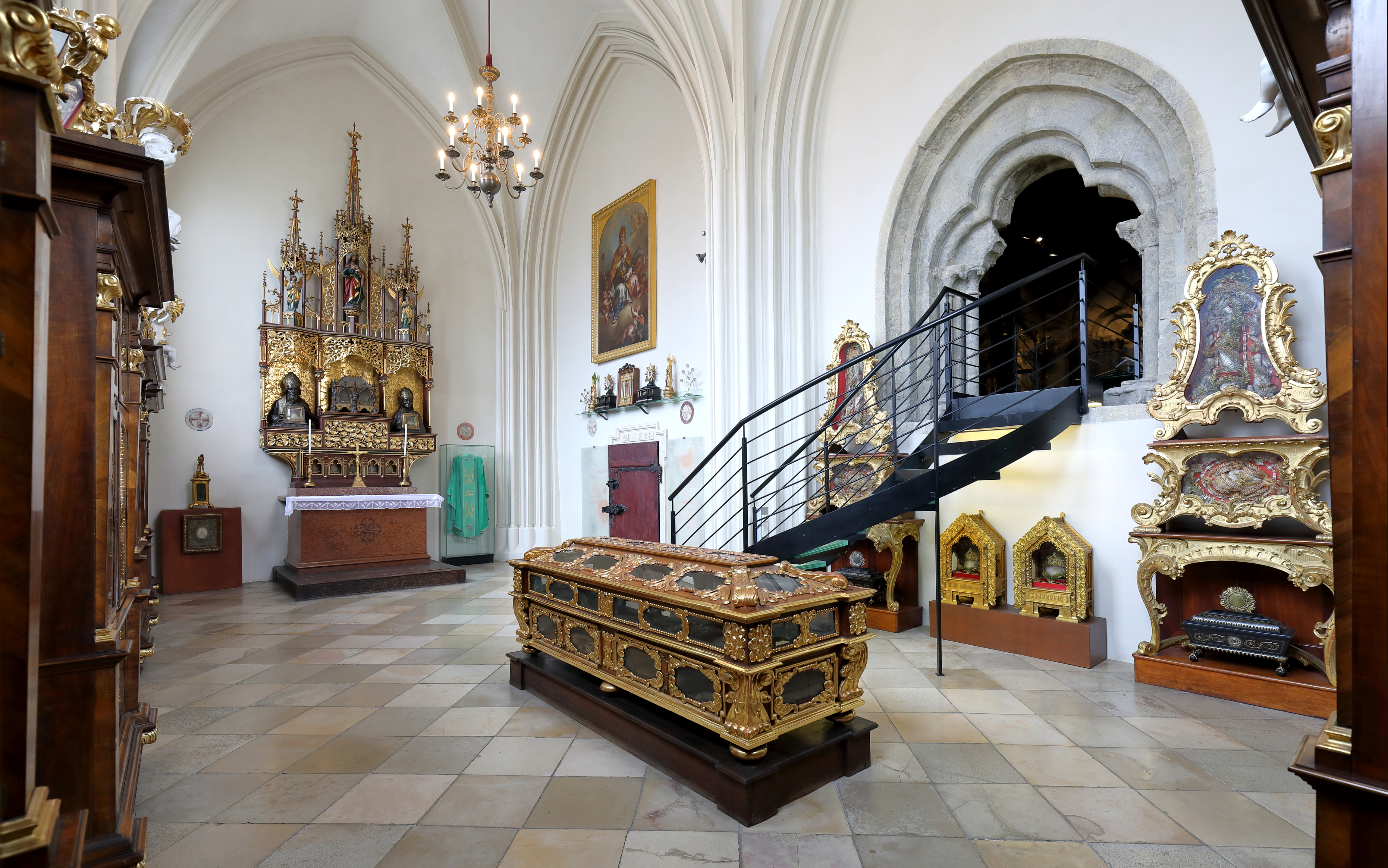
Die Valentinskapelle (mit dem Barocksarg, in dem sich der Katakombenheilige St. Valentin befindet) und rechts der Eingang zur Turmkammer

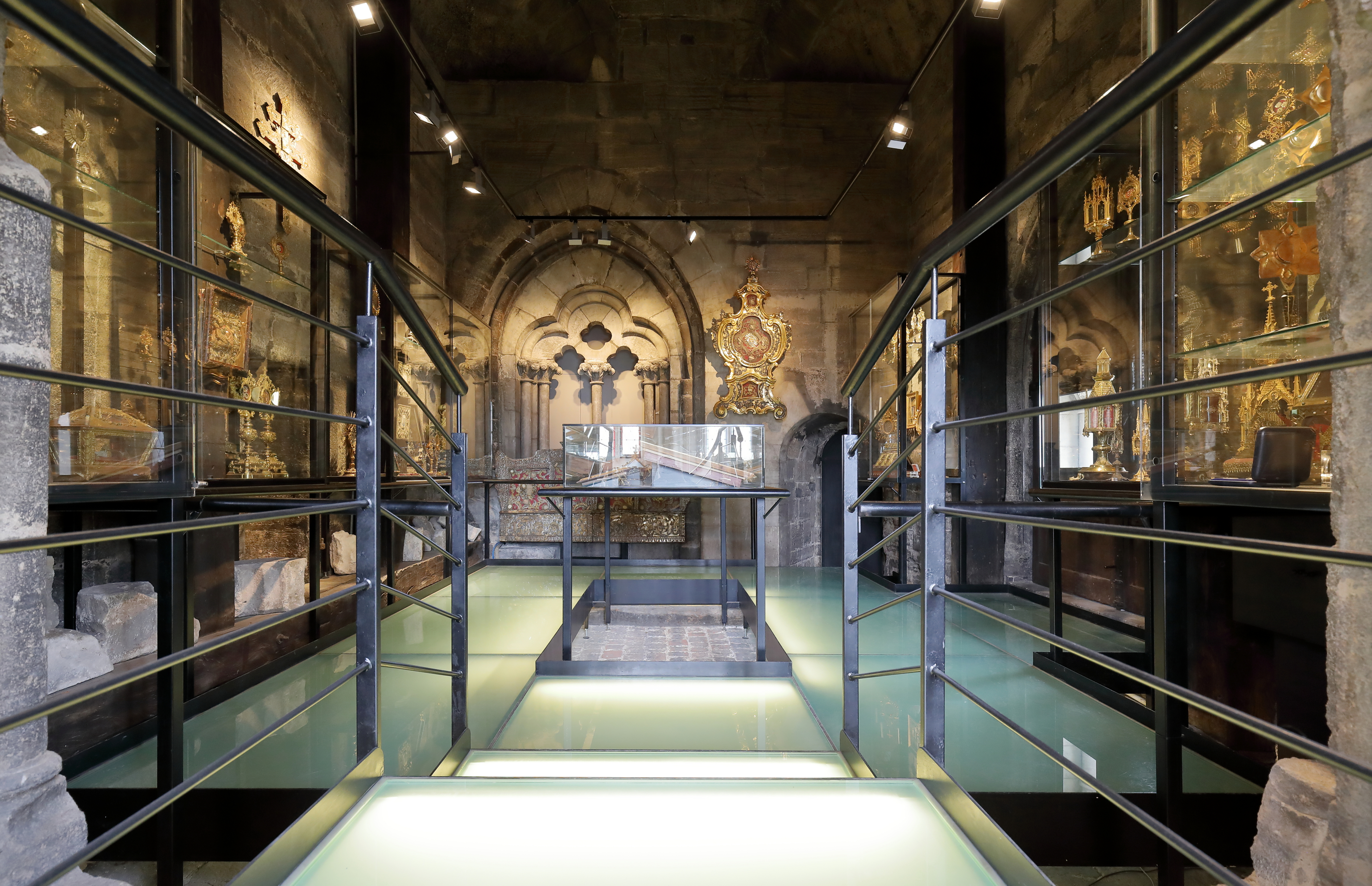
Die romanische Turmkammer des nördl. Heidenturmes

In den Jahren 2012 und 2013 wurde die Valentinskapelle renoviert. Dabei wurde auch ein Übergang in die benachbarte romanische Turmkammer hergestellt, in der nun ebenfalls Prunkstücke der Reliquiensammlung ausgestellt werden.

## Rundgang Dauerausstellung „Domschatz von St. Stephan“
Der Eingang zur musealen Dauerausstellung „Domschatz von St. Stephan“ befindet sich beim Haupttor („Riesentor“) im rechten Heidenturm. Mit einem Aufzug kommt der Besucher in einen oberen Turmabschnitt. Hier beginnen eigentlich die Räumlichkeiten mit ihren Ausstellungsstücken. Durch ein Glasfenster sieht der Besucher das Hochgrab Kaiser Friedrichs III., über ein paar Stufen hinab gelangt man in die Bartholomäuskapelle, wo sich aus Silber und Gold verzierte liturgische Geräte befinden. Über eine Wendeltreppe aus Eisen gelangt der Besucher hinunter zur Westempore, welche ursprünglich die Herrscherempore war. Sie befindet sich im Mittelschiff, mit Blick nach Osten zum Hochaltar, in ihr steht auch die „Kauffmann-Orgel“ und große Altartafel-Bilder. Bevor der Domschatz zurückkehrte, wurden hier Sonderausstellungen präsentiert. Der Domschatz setzt sich aus wertvollen, kunstvoll mit Goldplatten (Blattgold) und Edelsteinen verzierte Reliquien, Monstranzen, sowie sehr alten liturgischen Texten (Handschriften), Inkunabeln, Büchern, Bildern, sowie Gewändern zusammen. Von hier verläuft die Ausstellung hinüber, über ein paar Stufen aufwärts gehend in den linken Heidenturm. In ihm befindet sich Gegenstände, die einst außen an der Wandfassade oder in der Kirche montiert waren, wie zum Beispiel ein alter, aus verwittertem Sandstein, über zwei Meter langer Teil eines Freskos „Die Kreuzwegstationen Jesu Christi“. Darüber hinaus gibt es Steinstatuen, sakrale alte Gemälde, gotische Altarbilder des Jesus von Nazareths mit Dornenkrone. Eine andere steinerne Wendeltreppe führt hinauf in ein Abteil oberhalb nahe der Prinz Eugen Kapelle oder auch Morandus-, Tirna-, Kreuz- und Liechtensteinkapelle genannt. Hier befinden sich die meisten Reliquien des Domschatzes. So auch ein vergoldeter Glassarg sowie große Schaukästen, und Vitrinen. So befindet sich in einem Schaukasten, die Reliquie mit der Nummer 16, eine Reliquie des Namenspatrons des Doms, des heiligen Stephanus. Durch eine moderne Stahltreppe und einen Steg kommt der Besucher in einen weiteren Raum, in dem sich Vitrinen mit religiösen Devotionalien befinden. Von hier hat man die Aussicht hinab auf den Stephansplatz sowie auf der gegenüberliegenden Seite, wo der Besucher durch ein Glasfenster Sicht in den Kirchenraum hat.